# The Seattle Times
The Seattle Times is een dagelijkse krant die wordt uitgegeven in Seattle. Het is de grootste krant in de Amerikaanse staat Washington en de Pacific Northwest.
De krant heeft in 2022 een dagelijkse oplage van circa 86.400 exemplaren.

## Geschiedenis
The Seattle Times werd in 1891 opgericht en valt onder het bestuur van de familie Blethen, die eigenaar is van The Seattle Times Company. De krant startte oorspronkelijk onder de naam Seattle Press-Times en was een krant die bestond uit vier pagina's met een dagelijkse oplage van 3500. In 1896 werd de krant overgenomen door Alden J. Blethen.
De Times is een van de weinig overgebleven dagbladen in de Verenigde Staten die als familiebedrijf wordt gerund. The Seattle Times Company is ook eigenaar van drie andere lokale kranten in Washington.

## Prijzen
De Times ontving in 2015 een Pulitzerprijs voor haar nieuwsverslaggeving over een aardverschuiving in Oso, waarbij 43 inwoners om het leven kwamen.